# Viagra Boys
I Viagra Boys sono un gruppo musicale post-punk svedese fondato a Stoccolma nel 2015. Tutti i testi della band sono in inglese.

## Storia del gruppo
La band viene fondata nel 2015 da membri già militanti in gruppi della scena musicale svedese quali Les Big Byrd, Pig Eyes e Nitad e dal cantante Sebastian Murphy, unico non nato in Svezia, essendo statunitense di San Rafael (California) e trasferitosi a Stoccolma per vivere con sua zia all'età di 17 anni. Figlio di madre svedese e padre statunitense, Murphy è madrelingua inglese e svedese.
Il nome della band nasce con l'intento di ridicolizzare il concetto di mascolinità misogino e virile. L'ironia è ampiamente presente nei testi delle canzoni del gruppo che analizzano e si prendono gioco delle convenzioni sociali e del conformismo. La sfida al  buonsenso comunemente accettato, alla celebrazione dello sport e della forza fisica, al desiderio di inserimento ed accettazione nella società, ai benpensanti e le dipendenze da sostanze sono alcuni fra i temi ricorrenti nei brani della band.
In occasione dell'uscita del disco Welfare Jazz nel febbraio 2021 la rivista GQ dedica un pezzo alla band in quanto ''discendenti spirituali di gruppi quali Nick Cave and the Bad Seeds, the Fall, e Butthole Surfers, i Viagra Boys sono conosciuti per la loro musica potente e minacciosa che la critica descrive come post-punk''.
Nell'intervista il gruppo sottolinea posizioni antifasciste, contro il patriarcato e la misoginia, Murphy descrive i testi e l'umorismo nero che contengono come ''Una metà è scena mentre l'altra metà è una specie di diario. Non lo faccio coscientemente ma a livello inconscio è una satira su di me stesso e sugli altri''.
Il 27 ottobre 2021 viene annunciata la morte del chitarrista e co-fondatore Benjamin Vallé per cause non meglio specificate.
Con l'uscita del nuovo singolo Ain't No Thief, pubblicato il 4 aprile 2022, la band annuncia anche l'imminente arrivo di un nuovo album, intitolato Cave World, l'8 luglio 2022. L'11 maggio 2022 viene pubblicato il secondo singolo estratto dal lavoro, Troglodyte.
Nel gennaio 2025 annunciano il nuovo album in studio Viagr Aboys, uscito il successivo 25 aprile per la loro nuova etichetta Shrimptech Enterprises.

## Formazione

### Attuale
- Sebastian Murphy – voce (2015-presente)
- Oskar Carls – sassofono (2015-presente)
- Henrik Höckert – basso (2015-presente)
- Tor Sjödén – batteria (2015-presente)
- Elias Jungqvist – tastiere (2019-presente)
- Linus Hillborg – chitarra (2021–presente)

### Ex componenti
- Benjamin Vallé (2015-2021); morto nel 2021 – chitarra
- Martin Ehrencrona – tastiere (2015–2019)
- Rasmus Booberg – chitarra (2015–2017)

## Discografia

### Album in studio
- 2018 – Street Worms
- 2021 – Welfare Jazz
- 2022 – Cave World
- 2025 – viagr aboys

### Album dal vivo
- 2020 – Shrimp Sessions
- 2022 – Shrimp Sessions 2

### EP
- 2016 – Consistency of Energy
- 2017 – Call of the Wild
- 2020 – Common Sense